# Michael Kovats de Fabriczy

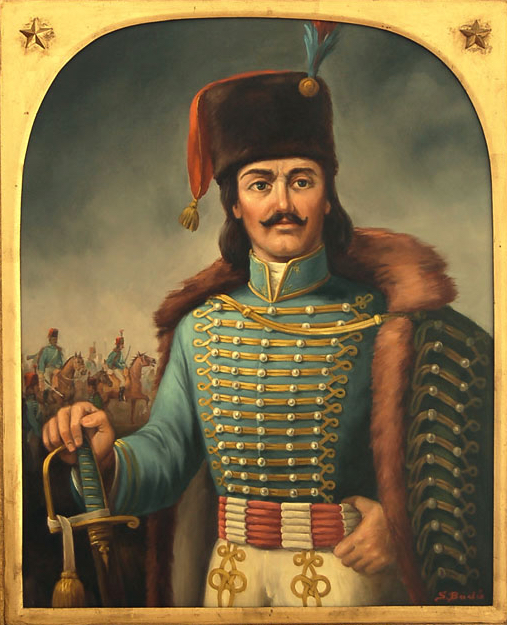
Fondatorul cavaleriei americane : Michael Kovats.

Michael Kovats de Fabriczy (1724 - 11 mai 1779) a fost cavaler în Armata Continentală în timpul Războiului de Independență al Statelor Unite ale Americii, unde a și murit la 11 mai 1779.
Kovats s-a născut sub numele de Kováts Mihály în Karcag, Ungaria. Sunt multe speculații în legătură cu numele său, care ar putea fi "Kowatz" sau "Kowatsch". A fost un nobil maghiar. A fost inițial căpitan în armata prusacă, unde l-a servit pe Frederic al II-lea al Prusiei.